# Comtat de Viena
El comtat de Viena fou una extensa jurisdicció feudal del Delfinat. Prenia el su nom de la ciutat de Viena del Delfinat.
El primer comte esmentat fou Bouí vers la meitat del segle viii titulat comte d'Itàlia i de Metz. El seu fills Bosó l'antic li va succeir i va morir vers el 855. El seu fill Bosó comte de Valais fou també comte i va morir el 874. Potser en absència s'esmenta com a comte a Girart (Sant Girart) que el 7 de juliol del 859 quan va morir el bisbe de Viena, Agilmar, va recomanar a l'antic monjo Adó de l'abadia de Ferriéres-en-Gatinais. Aquest Guitart va exercir molt de poder a la regió i la va governar de facto especialment en el camp eclesiàstic, fins a la seva mort el 879 però probablement no fou comte titular.
Mort Bosó de Valois el 874 la successió va anar als seus germans Biví (abat de Gorce) i Hubert (abat de Sant Maurici de Valais) que foren comtes de Viena, o almenys ho fou el primer. La branca de Biví va continuar amb el seu fill Bosó de Provença (879-887) i la d'Hubert amb el seu fill Teobald d'Arle (fins al 895).
A Teobald comte d'Arle i Vienne li va succeir el 895 el seu fill Hug d'Arle (rei d'Itàlia el 925), que va cedir els comtat de Vienne i d'Arle al seu germà Bosó d'Arle vers el 921 (o 923) i el va governar fins vers el 934, en què el comtat de Viena i el d'Arle els va cedir a la seva filla Berta probablement com a dot. Berta estava casada amb Bosó I de Provença (925-935) de l'altra branca, però aquest va morir el 935 i el comtat d'Arle van tornar a la branca principal, representada per son germà Rotbold el vell, origen dels comtes de Provença, si bé Berta va conservar el títol fins a la seva mort el 965, mentre el de Vienne o Viena va passar al fill de Lluís el Cec.
La branca de Bosó de Provença (879-887) va continuar amb el seu fill Lluís el cec, emperador del 901 al 928, que en fou titular del 887 fins al 926. En aquesta data bona part dels seus dominis a Provença van quedar en mans de Bosó I de Provença, fill de Ricard el Justicier (germà de Bosó de Provença fill de Biví) que va arrodonir els seus dominis pel seu matrimoni amb Berta, de la branca de Teobald, però Bosó va morir el 935 i la comtessa Berta tot i que va viure fins al 965, va traspassar de facto el comtat d'Arle a son germà Ratbold el vell i el de Vienne al seu cosí Carles Constantí de Viena, fill de Lluís el cec.
- Per la infeudació de la part sud del comtat origen del comtat d'Albon després Delfinat de Viena o Vienne, vegeu comtat d'Albon i Delfinat del Vienès

Fou vers la primera meitat del segle x que s'esmenta un vescomtat de Vienne, del que es coneixen al vescomte Beril·ló (suposat gendre de Bosó d'Arle) I i el seu fill Ratburnus I o Ratburn, la filla del qual, Gerberga, estava casada amb Folc II el Bo d'Anjou. El fill de Ratburnus I, Ratburnus II també fou vescomte a la segona meitat del segle.
Carles Constantí morí el 963 i com que el seu fill Ricard havia mort uns mesos abans (Ricard va rebre la senyoria d'Albon, al sud del comtat, i la seva filla Fredeburga d'Albon es va casar amb Guigó III senyor de Vion i Annonay, pares del primer comte d'Albon Guigó IV) li va succeir el seu fill Patton mentre un altre fill, Humbert I (al que alguns suposen gendre i que té un origen molt incert) va rebre la senyoria de la Mauriene, i es va casar amb una filla d'Amadeu de Spoleto. Humbert I va morir el 976 i li va succeir el seu fill Humbert II el de les mans blanques que va ser comte d'Aosta, Belley i Savoia i es titulà comte de la Mauriene, Bugey i Vienne poc després de l'any 1000 i va morir el 1048.
El comte de Vienne Patton va morir a una data desconeguda després de l'any 1000 i li va succeir el seu fill Gerard que va haver de reconèixer com a comtats els dominis de les branques d'Albon i de Mauriene. Va viure fins al 1084 i al morir només va deixar quatre filles i les possessions de la branca es va escindir repartint-se entre aquestes filles, Ida (origen per matrimoni de la casa de senyors de Coligny), Beatriu (casada amb Humbert III de Savoia), Etieniette (Estevanete) casada amb Guillem I el gran comte de Borgonya; i Adela, casada amb Rodolf de Mons. La part principal que va conservar el nom de Vienne va anar a parar al fill d'Estevaneta, Esteve l'Intrèpid (1085) quedant de facto unit a Mâcon. Vegeu Comtat de Mâcon.

## Lista de comtes
- Boui, després del 750
- Bosó I l'antic, vers 800-855
- Bosó II de Valais 855-874
- Sant Girart, comte administrador vers 855-879
- Biví 874-879
- Hubert 874?-879?
- Bosó III de Provença 879-887
- Teobald d'Arle i Vienne 879?-895
- Hug d'Arle 895-921 o 923 (rei d'Itàlia 925-946)
- Bosó IV d'Arle 921 o 923-935
- Berta 935-965
- Carles Constanti 935-963
- Patton 963-vers 1025
- després de 1003 part forma el comtat d'Albon i part el de Mauriene vers principis del segle xi.
- Gerard vers 1025-1084
- Estevaneta 1084-1085
- Esteve I l'intrèpid 1085
- unió de facto a Mâcon 1085